# Stazione di Milano Bruzzano (1879)
La stazione di Milano Nord Bruzzano era una stazione ferroviaria posta sulla linea Milano-Asso. Si trovava a Milano, nella zona settentrionale della città, nell'omonimo quartiere.

## Storia
La stazione di Milano Bruzzano venne chiusa all'esercizio il 25 ottobre 2014 e sostituita da un nuovo impianto posto 350 metri più a nord.

## Strutture e impianti
La stazione contava due binari di transito, serviti da una banchina laterale in fregio al fabbricato viaggiatori e da una banchina centrale ad isola, di larghezza molto ridotta. Erano anche presenti alcuni binari tronchi di ricovero. Il fabbricato viaggiatori, al 2019, è ancora esistente.

## Movimento
Nell'ultimo periodo di attività, la stazione era servita dalle linee S2 ed S4 del servizio ferroviario suburbano.